# Stylops mandibularis
Stylops mandibularis är en insektsart som beskrevs av Pierce 1911. Stylops mandibularis ingår i släktet Stylops och familjen stekelvridvingar. Inga underarter finns listade i Catalogue of Life.